# Кутамыш (деревня)
Кутамыш — деревня в Пермском крае России. Входит в Чусовской городской округ.

## Географическое положение
Деревня расположена на правом берегу Кутамышского залива Камского водохранилища в 8 километрах на юг по прямой от железнодорожного моста через Сылву на линии Пермь-Чусовой, прилегая с запада к деревне Лысманово.

## История
Известна с 1647 года. 
С 2004 до 2019 гг. входила в Комарихинское сельское поселение Чусовского муниципального района.

## Население
Постоянное население деревни составляло 4 человека в 2002 году (100 % русские), 8 человек в 2010 году. 

## Климат
Климат умеренно континентальный. Среднегодовая температура воздуха колеблется около 0 градусов, среднемесячная температура января — −16 °C, июля — +17 °C, заморозки отмечаются в мае и сентябре. Высота снежного покрова достигает 80 см. Продолжительность залегания снежного покрова 170 дней. Продолжительность вегетационного периода 118 дней. В течение года выпадает 500—700 мм осадков.